# Obereoides joergenseni
Obereoides joergenseni là một loài bọ cánh cứng trong họ Cerambycidae.